# Furusjö allianskyrka
Furusjö Allianskyrka är en kyrka i Furusjö i Habo Kommun. Församlingen bildades 31 maj 1919 och kyrkobyggnaden invigdes den 28 november 1920. Furusjö Allianskyrka tillhör Svenska alliansmissionen.

## Galleri

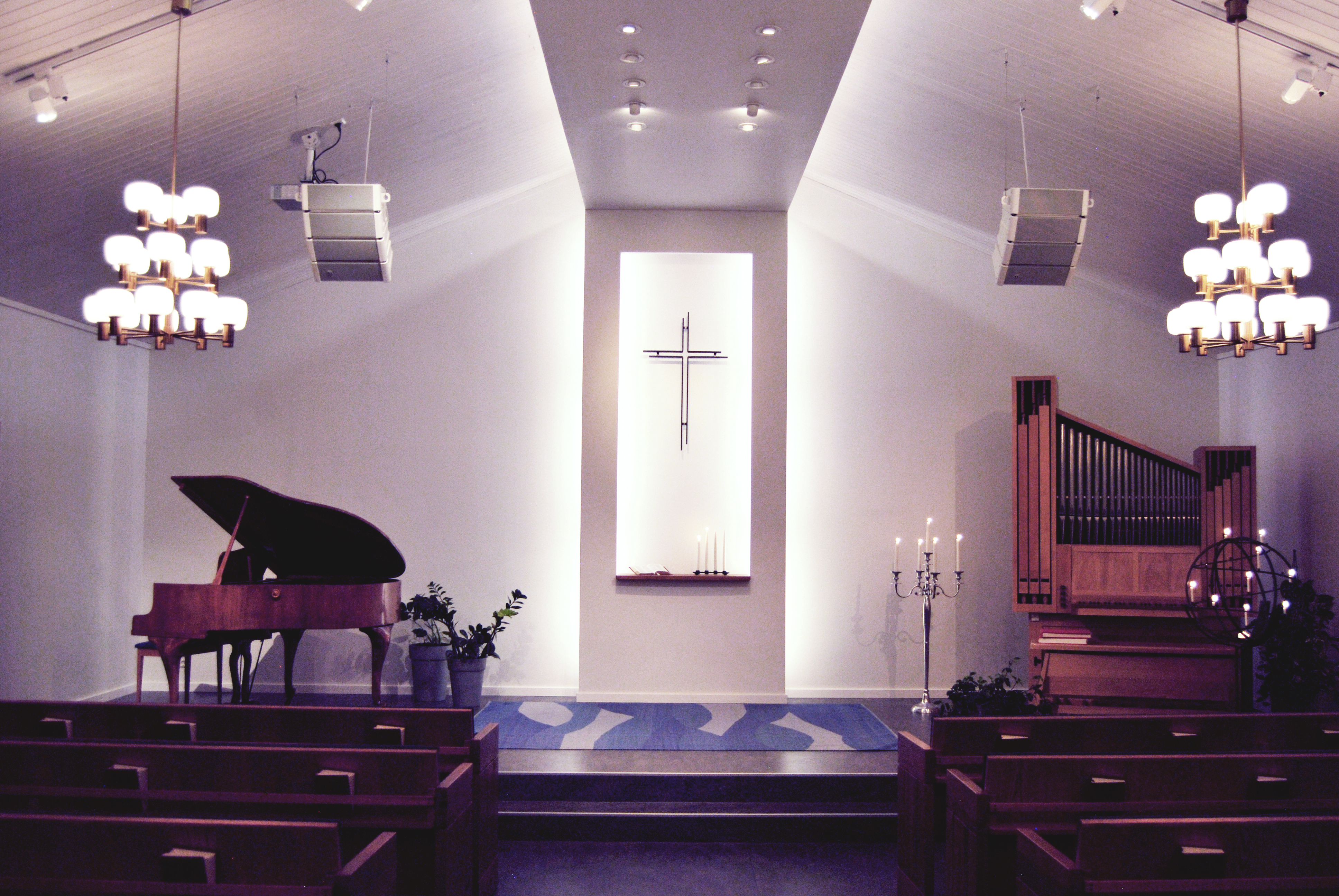
Kyrksalen i Furusjö Allianskyrka.

### Fotnoter
1. 1 2  ”Vår Historia | Furusjö Allianskyrka | Furusjö, Habo”. FurusjoAllianskyrka. https://www.furusjoallianskyrka.se/historia. Läst 2 januari 2020.
2. ↑  ”Om Oss | Furusjö Allianskyrka | Furusjö, Habo”. FurusjoAllianskyrka. https://www.furusjoallianskyrka.se/om-oss. Läst 2 januari 2020.